# Westerrodegraben
Der Westerrodegraben ist ein ca. 800 Meter langer Graben in Hamburg-Langenhorn am Hamburger Flughafen.

Er entspringt beim Rothsteinsmoor nahe dem Krohnstieg (Ring 3), unterquert den Jugendparkweg und mündet nahe der Straße Westerrode, die, wie der Graben, nach einem Flurnamen bezeichnet wurde, in ein Rückhaltebecken, welches unterirdisch an den Raakmoorgraben angeschlossen ist.

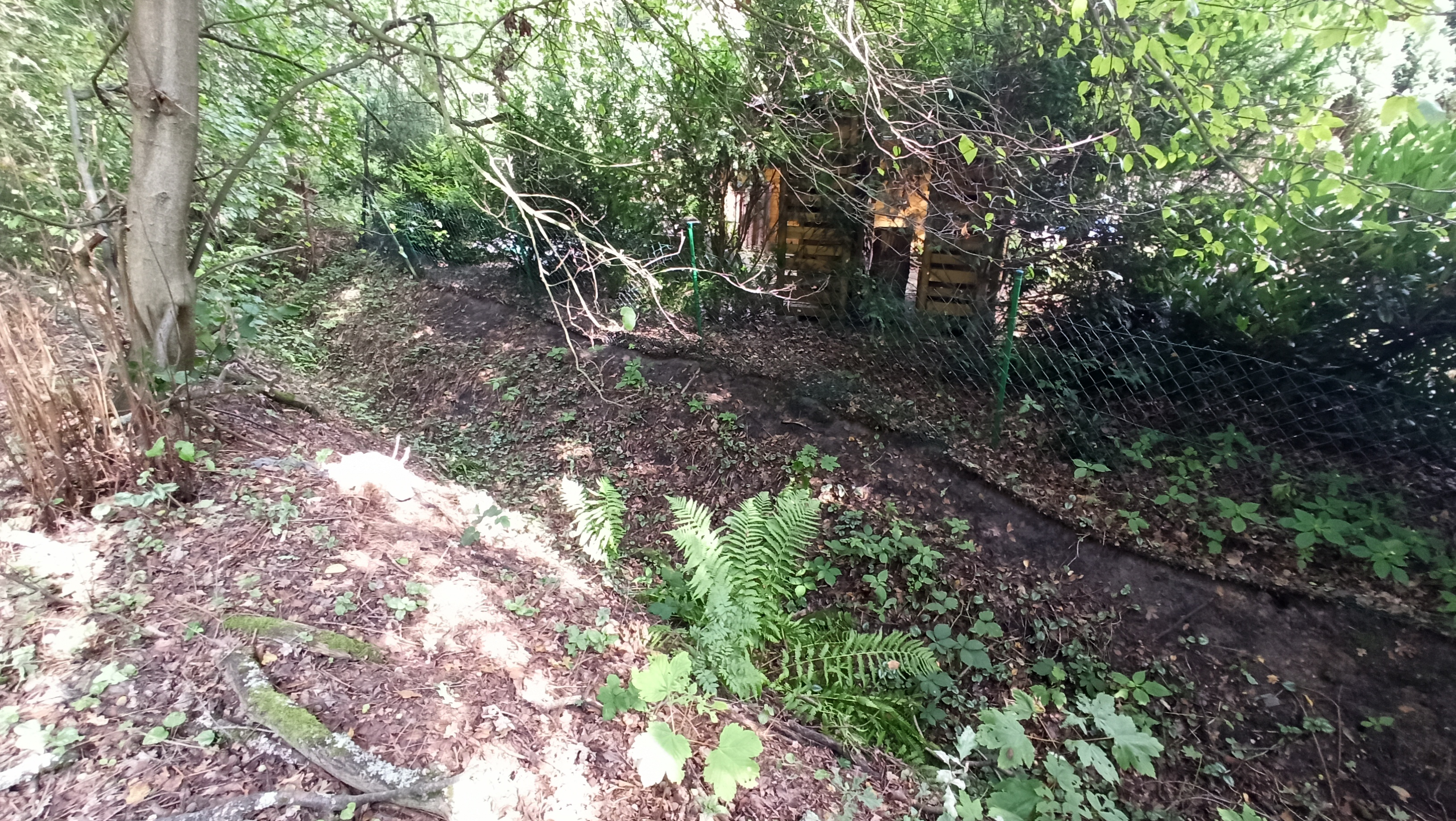
Westerrodegraben am Anfang
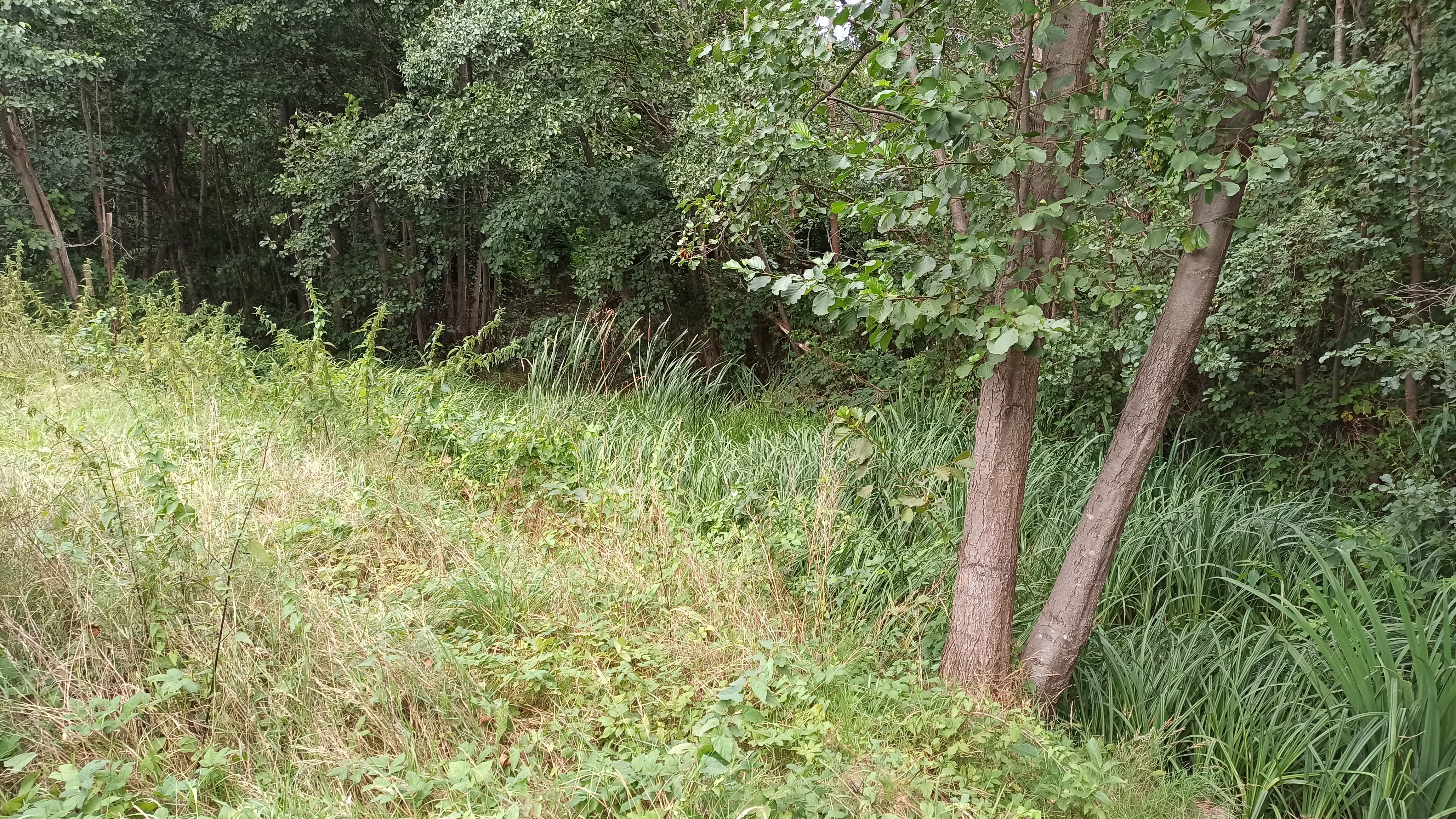
RHB, in das der Westerrodegraben mündet